# تشذيب
في التشكل اللغوي، التشذيب والتجذيع هي عملية للحد من تصريف (أو في بعض الأحيان اشتقاق) الكلمات لإنتاج اصل الكلمات، أو شكل الجذر. ولا يحتاج الاصل ان يكون مكافئ للجذر الصرفي للكلمة، بل هو عادة يكون كافيا لأن يجعل الكلمات ذات الصلة يكون لها نفس الاصل، حتى لو كان هذا الاصل ليس في حد ذاته جذر صالح. وكانت المشكلة طويلة الأمد في علوم الكمبيوتر، وكان نشر أول بحث حول هذا الموضوع في عام 1968. عملية التشذيب، تدعى في كثير من الأحيان عملية الدمج، وهي مفيدة في محركات البحث للتوسع في الاستعلام أو الفهرسة وغيرها من مشاكل معالجة اللغة الطبيعية.